# طاهر المصري
طاهر نشأت طاهر المصري (1942-) رئيس مجلس الأعيان السابق ورئيس وزراء المملكة الأردنية الهاشمية لمرتين. ولد في مدينة نابلس الفلسطينية عام 1942. أسماه والده؛ نشأت المصري «طاهر»، تيمنا باسم أبيه الحاج طاهر المصري. وآل المصري من العائلات العريقة التي مارست التجارة في نابلس. طاهر متزوج وله ولدان (بنت وابن) ويكنى طاهر المصري بلقب أبو نشأت لأنه سمى ابنه تيمناً بأبيه نشأت المصري.

## نشأته
نشأ طاهر المصري وترعرع في نابلس. كانت أمه لبنانية الأصل من أسرة الصلح. عاصر في صغره حرب 1948 وشهد الوحدة الأردنية الفلسطينية عام 1950 وتلتها أحداث عديدة منها ثورة 23 يوليو في مصر، وتولي الرئيس جمال عبد الناصر مقاليد الحكم في مصر وجميع ما تلاها من أحداث كتأميم القناة وانقلابات العراق مرورا بحرب الأيام الستة عام 1967. كل هذه الأحداث نمت في نفسه قناعات بضرورات الوحدة، وعلى حد تعبيره يعتقد بأن وحدة الضفتين الشرقية والغربية عام 1950 شكلت تحدياً لاتفاقية سايكس بيكو. ويؤمن بضرورة استمرار هذا المفهوم.
من بوابة مدينته نابلس (جبل النار)، دلف رئيس مجلس الأعيان الأردني ورئيس الوزراء الاسبق طاهر المصري، إلى قبة مجلس النواب عام 1973، ليبدأ حياته السياسية، بعد أن عمل ردحا من الزمن في البنك المركزي، وهو الحاصل على بكالوريوس إدارة أعمال عام 1965 من جامعة تكساس في الولايات المتحدة الأميركية.
وما لبث «أبو نشأت» أن تسلم منصب وزير دولة لشؤون الأرض المحتلة في الحكومة الأولى التي شكّلها زيد الرفاعي عام 1973، وكان عمره حينها 31 عاماً.
تتسم شخصيته بالتواضع الشديد، واحترام كل من يقابله، والتفاعل معه، لا تفارق محيّاهُ الابتسامةُ. ودودٌ، يجيد استقطاب الأصدقاء، ويصفه المقربون بأنه «لا يضيّع بوصلته».
قال عنه الراحل الحسين بن طلال «ما تعاملت مع إنسان اشرف منك يا طاهر»
من المعروف أن المصري «يحافظ على أفكاره تحت الضغوط، ويدافع عن قناعاته وإن اشتدت المحن»، ويتصف بطول نفَسه، وصبر يشعر البعيدين عنه بتراجعه خطوة للوراء.
أردني بكل جوارحه، عروبي الأنفاس، يعتبر أن المواقف التي اتخذها منذ أن دلف للعمل السياسي العام وحتى الآن «صحيحة» وفي موقعها، ولا يندم على أي موقف اتخذه.
يحظى المصري، بقبول أطياف المجتمع الأردني المتنوعة، من شمال الوطن إلى جنوبه ومن شرقه إلى غربه، وفي إلماحة فريدة من نوعها، تجمع أحزاب ونقابات، ومؤسسات مجتمع مدني وسياسيون، عليه، كشخصية وطنية، ويعتبر هو، أن حالة القبول المجتمعي له، والتي تسم مسار حياته السياسي كما الاجتماعي، ذات معان عدة، تدلل على صواب نهجه، وسلامة أفكاره، واتحاد رؤيته مع الرؤية الوطنية الصادقة.
شكل المصري حكومته في 19 حزيران (يونيو) عام 1991، التي ضمت إضافة إليه 25 وزيراً، من بينهم شخصيات قومية ويسارية ووطنية، إضافة إلى نواب من أعضاء المجلس النيابي الحادي عشر، كما ضمت وزيرين عُهد إليهما فيما بعد بتشكيل الحكومة هما: عبد الكريم الكباريتي وعلي أبو الراغب.
وبعد أن وضعت حرب الخليج أوزارها، تسارع الحديث عن رغبة دولية بإنهاء الصراع العربي الإسرائيلي، وأدى ذلك إلى قيام كل من الولايات المتحدة الأميركية والاتحاد السوفييتي بدعوة الدول المعنية ومن بينها الأردن، لحضور مؤتمر للسلام يعقد في العاصمة الإسبانية مدريد.وعلى ذلك سارع نواب محافظون وإسلاميون إلى توقيع مذكرة حجب عن حكومة المصري ففضل المصري الاستقالة من الحكومة عن حل مجلس النواب وابلغ الراحل الحسين بأن المجلس «خيار ديموقراطي» وانه فخور في العمل بأي موقع آخر من أجل خدمة الأردن، الأمر الذي سُطّر في تاريخه السياسي.
خطوة المصري اعتبرها مراقبون بأنها أدت إلى المحافظة على الديمقراطية الفتية من خلال عدم التنسيب بحل مجلس النواب، وإلى إخراج الأردن من عنق الزجاجة جراء ما كان يحدث في المنطقة.
الموقف الديمقراطي الذي اتخذه المصري بعدم التنسيب بحل مجلس النواب جراء معارضة الأغلبية النيابية لحكومته عام 1991، أثار إعجاب كثيرين، وانعكس على أعضاء المجلس الجديد الثاني عشر، فاختير رئيساً للمجلس في دورته الأولى.
وخلال الفترة اللاحقة من عام 1993 وحتى 2010 نشط المصري في مجلس النواب ولاحقاً في مجلس الأعيان، وتأطرت علاقاته بمؤسسات المجتمع المدني من أحزاب ونقابات.

## مؤهلاته العلمية
درس وتخرج كما العديد من رجالات نابلس في كلية النجاح الوطنية ثم سافر إلى الولايات المتحدة الأمريكية لدراسة إداة الأعمال في جامعة تكساس والتي تخرج منها حاصلاً على شهادة الباكالوريوس عام 1965

## المناصب التي شغلها

### البنك المركزي
- يوليو 1965 - مارس 1988 البنك المركزي الأردني.

### مجلسي النواب والأعيان
- أيار 1973 - تشرين ثاني 1974 عضو مجلس النواب.
- كانون ثاني 1984 - تموز 1988 عضو مجلس النواب.
- تشرين الثاني 1989 - أيلول 1993 عضو مجلس النواب.
  - تشرين الثاني 1989 - كانون ثاني 1991 رئيس لجنة الشؤون الخارجية في مجلس النواب.
  - تشرين الثاني1992 - تموز 1993 رئيس لجنة الشؤون الخارجية في مجلس النواب.
- أيلول 1993 - تشرين الثاني 1997 عضو مجلس النواب.
- أيلول 1998 - تشرين الأول 2009 عضو مجلس الأعيان.
- كانون الثاني2010 - تشرين الأول 2013 رئيس مجلس الاعيان.

### سفيراً ومندوباً
- كانون الثاني 1975 - كانون الثاني 1984 سفيراً لدى وزارة الخارجية.
- نيسان 1975 - آب 1978 سفيراً لدى إسبانيا.
- تشرين الثاني 1978 - أيار 1983 سفيراً لدى فرنسا.
- تشرين الأول 1978 - أيار1983 مندوباً دائما لدى اليونسكو.
- شباط 1979 - أيار 1980 مندوباً لدى بلجيكا (غير مقيم).
- تموز 1978 - أيار 1980 مندوباً لدى السوق الأوروبية المشتركة (غير مقيم).
- حزيران 1983 - كانون الثاني 1984 مندوباً لدى المملكة المتحدة.

### وزيراً
- أيار 1973 - تشرين الثاني 1974 وزير دولة لشؤون الأرض المحتلة.
- كانون الثاني 1984 - كانون الأول 1988 وزيراً للخارجية.
- كانون الثاني 1991 - حزيران 1991 وزيراً للخارجية.
- نيسان 1989 - أيلول 1989 نائباً لرئيس الوزراء ووزير دولة للشؤون الاقتصادية.

### رئيساً
- يونيو 1991 - نوفمبر 1991 رئيساً للوزراء ووزيراً للدفاع.
- نوفمبر 1993 - أكتوبر 1994 رئيساً لمجلس النواب.
- كانون الأول 2009 - تشرين الأول 2013 رئيساً لمجلس الاعيان.

### مفوضاً
- مارس 2002 مفوضا لشؤون المجتمع المدني لدى جامعة الدول العربية في القاهرة.

## الأوسمة التي نالها
| - وسام النهضة المرصع (أردني) - وسام النهضة – الدرجة الأولى (أردني) - وسام الكوكب الأردني من الدرجة الأولى (أردني) - وسام ايزابيل كاثوليكيا (أسباني) - وسام الاستحقاق المدني (أسباني) - وسام الاستحقاق الوطني الفرنسي من رتبة ضابط - وسام الشرف الفرنسي – من رتبة فارس وسام الدرجة الفخرية من الجامعة الأردنية - وسام الشرف الفرنسي من رتبة ضابط عالي - وسام العالي للإمبراطورية البريطانية (GBE) - وسام الاستحقاق لجمهورية ألمانيا الفدرالية – الصليب العظيم/ الدرجة الأولى - وسام فارس الصليب العظيم الإيطالي - الوشاح الأكبر لوسام الارز الوطني اللبناني - وسام الشرف العالي المذهب والموشح للخدمات لجمهورية النمسا - وسام الاستحقاق للخدمة الدبلوماسية – الكوري |

## نشاطات أخرى
- 1990 عضو ومقرر اللجنة الملكية لصياغة الميثاق الوطني.
- 1998 رئيس مجلس أمناء جامعة العلوم والتكنولوجيا والجامعة الأردنية.
- 2004 عضو في اللجنة الاستشارية في مؤسسة انا ليند الأوروبية المتوسطية لحوار الحضارات.
- 1992 رئيس مجلس إدارة مركز هيا الثقافي.
- 1993 - 1997 رئيس الهيئة الإدارية للجمعية الوطنية للحرية والنهج الديمقراطي (جند).
- 1996 - 2001 رئيس الهيئة الإدارية لجمعية حماية القدس الشريف.
- 1998 رئيس الهيئة الإدارية جمعية الصداقة الأردنية الأسبانية.